# Le Pauvre Cœur des hommes
Pour l'adaptation, voir Le Pauvre Cœur des hommes (film, 1955).
Le Pauvre Cœur des hommes (Kokoro (こゝろ, ou en orthographe d'après-guerre こころ)) est un roman de l'auteur japonais Natsume Sōseki. Il a d'abord été publié en 1914 sous forme de série dans le journal japonais Asahi Shinbun. Alors que le titre signifie littéralement « cœur », le mot contient des nuances de sens, et peut être traduit comme « le cœur des choses » ou « sentiment ». L'œuvre traite de la transition de la société japonaise de l'ère Meiji à l'époque moderne, en explorant l'amitié entre un jeune homme et un homme plus âgé qu'il appelle le « Sensei » (ou l'enseignant, le maître). Il reprend le thème de l'isolement développé par Sōseki dans ses œuvres immédiatement précédentes, ici dans le contexte d'éléments inextricablement liés d'égoïsme et de culpabilité, par opposition à la honte. D'autres thèmes importants dans le roman comprennent le changement d'époque (en particulier la modernisation du Japon de l'ère Meiji), l'évolution des rôles et des idéaux de la femme, et le changement intergénérationnel dans les valeurs, le rôle de la famille, l'importance de l'individu versus le groupe, le prix de la faiblesse humaine, ainsi que de l'identité.
Lors de la parution initiale sous forme de série, du 20 avril au 11 août 1914, il a été publié sous le titre de Kokoro: Sensei no Isho (心　先生の遺書, Cœur : le Testament du maitre). Lors de sa publication sous la forme d'un roman par Iwanami Shoten, son titre a été raccourci à Kokoro ; le rendu du mot « kokoro » lui-même a également été modifié à partir de kanji (心) à hiragana (こゝろ)[réf. nécessaire].

## Intrigue
Le roman se divise en trois parties. Dans la première partie, « le maître et moi », le narrateur, un candide étudiant à l'université, se lie d'amitié avec un homme plus âgé, connu sous le nom de « Sensei ». Sensei vit comme un reclus, et n'interagit qu'avec sa femme et le narrateur, et parfois de rares visiteurs invisibles, maintenant toujours une distance entre lui et eux. Le narrateur découvre que le maître se rend régulièrement sur la tombe d'un ami, mais au début, refuse de divulguer au narrateur tous les détails de sa vie antérieure.
Dans la deuxième partie, « Mes Parents et moi », le narrateur est diplômé et retourne à son domicile en province pour rester au chevet de son père mourant. Le narrateur reçoit alors une lettre de Sensei qui est racontée dans la troisième partie du roman, « Sensei et Son Testament ».  
Dans cette lettre, Sensei se confie sur sa vie et révèle tous les secrets qu'il avait cachés au narrateur : 
À l'époque où il était lui-même à l'université à Tôkyô,  Sensei raconte que son oncle l'avait secrètement dépouillé de la plupart de sa fortune héritée de ses parents. En conséquence de cette infortune, il avait alors décidé de s'installer définitivement à Tokyo et avait commencé à vivre dans une maison familiale chez une veuve, et sa fille. Fille dont il était tombé éperdument amoureux. Plus tard, il avait convaincu son ami d'enfance (qu'on connaîtra sous le nom de K), qui se trouvait dans une situation désespérée, d'emménager avec lui. Progressivement K s'était remis de ses ennuis financiers, mais était lui aussi tombé amoureux de la fille de la propriétaire. K avoua cet amour au Sensei, qui en fut choqué puis pris de jalousie. Pour doubler son ami, Sensei proposa le mariage à la fille, mais peu de temps après K, ayant appris les fiançailles de Sensei, avait mis fin à ses jours à l'intérieur même de la maison. Sensei, ayant perdu sa foi en l'humanité après avoir été trompé par son oncle, après avoir trahi son ami, n'avait jamais supporté de reconnaître les mêmes sombres impulsions tapies dans son propre cœur, et avait depuis lors ressenti un lourd sentiment de culpabilité à propos de la mort de son ami. 
Dans le présent de la narration, c'est-à-dire en 1912, Sensei est incité par le suicide (junshi) du général Maresuke Nogi (à la suite de la mort de l'empereur Meiji) à mettre fin à sa propre vie, et il écrit une lettre à son seul ami pour expliquer sa décision.

## Critiques
Bien que Sensei ressente de la culpabilité pour avoir causé la mort de son ami, il en vient à croire que K n'est pas mort en conséquence directe de ses malheurs en amour, mais plutôt de la même solitude que celle dont souffre Sensei lui-même. De même, dans la vue de la plupart des critiques, « la culpabilité psychologique [est] moins importante que l'isolement philosophique ». McClellan retrace le thème de la recherche de soulagement dans l'isolement depuis les œuvres précédentes de Sōseki La Porte et Kojin jusqu'à sa solution du suicide du Sensei dans Kokoro.
Bien que la culpabilité soit aussi en jeu, prendre la responsabilité de ses actes et de ses erreurs est primordial dans l'idéologie confucéenne et japonaise dépeinte dans le roman, et le Sensei se soumet à ces traditions. Sensei se sent clairement responsable du suicide de K, comme le montre ses constantes visites sur la tombe de K au cimetière de la Zoshigaya, sa conviction qu'il est en train d'être puni par le ciel, qu'il est destiné à la misère et à la solitude, sa conviction qu'il ne doit jamais être, ou ne peut jamais être, heureux, en raison de cette trahison de K. Ainsi, comme c'est souvent le cas dans la culture japonaise (en particulier à l'époque de Tokugawa), le suicide du Sensei est une excuse et une tentative de faire pénitence, ou de faire quelque chose à propos de ses erreurs. Il écrit à plusieurs reprises qu'il sait depuis longtemps qu'il doit mourir, mais n'a pas eu la force de se tuer tout de suite. Il est prisonnier de sa faiblesse, et n'a pas la force de se tenir ni aux valeurs traditionnelles japonaises ni aux nouvelles traditions occidentales qui remplacent alors rapidement les japonaises durant l'ère Meiji.
Jun Etō attribut l'accent mis sur l'isolement dans le travail de Sōseki à une crise philosophique que l'auteur a subie pendant ses études à Londres. Son contact avec les idées les plus individualistes de l'Occident a brisé sa foi dans le modèle japonais traditionnel confucéen du lettré-administrateur, mais il a conservé assez de son éducation traditionnelle pour faire obstacle à la pleine adhésion à la pensée occidentale ; ce qui fait de lui « un homme moderne solitaire ». L'homme déchu dans la conception de Soseki ne pouvait s'échapper que par la folie ou le suicide, ou continuer à vivre en souffrant.
Doi Takeo offre une interprétation différente du roman, dans laquelle le psychologique domine et qui voit la vie du Sensei comme une descente d'abord dans la folie, puis vers le suicide. Relevant des incohérences dans la manière dont Sensei rend compte de la tromperie de son oncle, il soutient que la perception qu'a Sensei du comportement de son oncle était un délire schizophrène créé par les changements qui avaient lieu en Sensei lui-même. Il trouve une autre confirmation de cette interprétation dans la croyance de Sensei qu'il est d'abord persécuté, puis piégé par la famille avec laquelle il va vivre, et dans la voix que Sensei dit avoir entendu dans les années suivant le suicide de K. Il interprète la propre fin de Sensei comme un acte homoérotique, où il « suit loyalement son bien-aimé dans la mort ».
Bien que l'histoire du Sensei soit le point culminant du roman, environ la moitié de sa longueur est consacrée à l'histoire du narrateur. De nombreux commentateurs ont noté la similitude entre le narrateur et le Sensei jeune. Le narrateur est à un stade plus précoce dans sa propre transition d'une simple célébration de la vie dans ses premières pages vers sa propre progressive séparation de l'humanité. La preuve de cette dernière évolution devient évidente lorsqu'il retourne chez lui pour découvrir qu'il n'est même plus non plus en harmonie avec sa propre famille.
Cette deuxième partie du roman, dans lequel Sensei est physiquement absent, sert également de contraste entre le contentement insouciant du père du narrateur et le mécontentement réfléchi de Sensei. McClellan compare la « force et la dignité » des suicides de K et Sensei avec l'indignité physique de la mort du père, tout en notant la sérénité que le père parvient à conserver. Doi Takeo dans ses interprétations psychologiques voit la préférence du narrateur envers Sensei plutôt qu'envers son vrai père — culminant dans l'abandon de son père mourant pour préférer se rendre au chevet d'un Sensei déjà mort — comme un cas de « père de transfert ».
Il y a eu beaucoup de débats sur les raisons du suicide de Sensei. Eto Jun l'attribue à une « double motivation » : un désir personnel de mettre fin à ses années de souffrance égoïste et un désir de montrer sa loyauté envers l'empereur. Cette position est soutenue par la propre déclaration de Sensei (même si cela semblait être dit pour rire) que son suicide serait « par fidélité à l'esprit de l'ère Meiji », alors que plus tôt dans le livre il avait explicitement relié son isolement à l'époque dans laquelle il vit : « la solitude est le prix à payer pour être né dans cette ère moderne, plein de liberté, d'indépendance et de notre propre égotisme ». Isamu Fukuchi, cependant, conteste ces deux points. Il fait valoir que se suicider pour mettre fin à sa propre souffrance n'aurait aucun sens après avoir déjà enduré la souffrance pendant de nombreuses années, tout en soulignant qu'une distinction doit être faite entre la fidélité à l'empereur Meiji et la fidélité à l'esprit de l'ère Meiji. Il voit ce dernier point comme étant le conflit entre « les idéaux modernes et la morale traditionnelle ». Le suicide de Sensei est donc une constatation du fait que la fin de l'ère Meiji a rendu anachroniques ceux qui, comme lui, sont déchirés entre la modernité et la tradition.

## Adaptations
Kokoro a été adapté au moins deux fois en films. Le premier, sorti en 1955, fut réalisé par le célèbre cinéaste Kon Ichikawa. Ce film est diffusé par l'organisation des Masters of Cinema et est disponible en DVD région 2.
Le roman a également été adapté en film en 1973, par le directeur Kaneto Shindo.
En outre, le roman a également été adapté en deux épisodes de la série anime Aoi Bungaku, réalisés par Shigeyuki Miya.
Le roman a également donné lieu à une présentation télévisée de deux heures à l'occasion du 30e anniversaire de la Télévision de Tokyo, qui a été diffusée au Japon en 1995.
Le roman a été adapté en manga à deux reprises, d'abord par Nariko Enomoto puis dans une partie de la série du Manga de Dokuha.
Il est adapté en 2011 en animé de deux épisodes d'une durée totale de 1h15.